# AIRDO
AIRDO（日语： Eadu */?），原名「北海道國際航空」（／ Hokkaidō Kokusai Kōkū），是一家日本航空公司，總部設於北海道札幌市中央區，以東京國際機場為樞紐，主要營運來往東京至北海道多座城市之間的航班。
2022年10月3日，空之子航空與AIRDO共同持股公司RegionalPlus Wings成立，AIRDO成為該公司100%持股之子公司。

## 歷史
AIRDO在1996年成立，1998年投入服務。創立的觀念來自北海道一個成功的雞農濱田輝男，當時希望未來能發展樺太（即庫頁島）等北海道周圍地區的「北方圈」國際航線，因而將公司命名為「北海道國際航空株式會社」，並在開航前的1998年7月透過公開募集的方式決定使用「AIRDO」的暱稱。其中的「Do」除了代表北海道的「道」之外，還有英語動詞「做」（do）的含意。至2012年10月1日，正式以暱稱將公司改名為「株式會社AIRDO」。
和天馬航空一樣，北海道航空誕生於日本國內航空市場開放后的1996年，當時濱田召集29个投資人組建了这家低成本航空公司，以和日本航空、全日空等日本國內航空業巨头競爭。由於開航後收入不斷萎縮并面臨著嚴重的財政危機，2000年時北海道政府為該公司注入救濟金，但2002年6月北海道航空還是进入重組程序。在重組過程中Air Do透過日本政策投資銀行獲得一個有期限的匿名組合企業再生基金挹注資金，而全日空實際上是該組合的關鍵投資人，除此之外還有石屋製菓、北海道新聞社等北海道的在地企業也參與其中。此后，两家航空公司開始代码共享、航空维修、地勤、咨询服务和机队租赁等合作。该限期基金于2008年9月期滿後解散，日本政策投資銀行以42%的持股比成為Air Do的主要股東，而全日空也成為AIRDO的直接股东。在日本政策投資銀行逐漸降低持股比例之後，AIRDO在實務上已成為全日空集團所屬的航空公司之一。

## 航點
AIRDO飛往以下航點：
| 國家 | 城市   | 機場         | 營運期間    | 備註     |
| ---- | ------ | ------------ | ----------- | -------- |
| 日本 | 札幌   | 新千歲機場   | 1998/12/20- | 主要樞紐 |
| 日本 | 東京   | 東京國際機場 | 1998/12/20- | 主要樞紐 |
| 日本 | 旭川   | 旭川機場     | 2003/09/01- |          |
| 日本 | 網走   | 女滿別機場   | 2006/02-    |          |
| 日本 | 釧路   | 釧路機場     | 2013/03/31- |          |
| 日本 | 帶廣   | 帶廣機場     | 2011/03/27- |          |
| 日本 | 函館   | 函館機場     | 2005/03/18- |          |
| 日本 | 仙台   | 仙台機場     | 2008/11-    |          |
| 日本 | 名古屋 | 中部國際機場 | 2015/10-    |          |
| 日本 | 神戶   | 神戶機場     | 2013/06-    |          |

## 機隊

### 現役機種
截至2024年3月，AIRDO的機隊平均機齡18.2年，擁有以下飛機：

### 過去曾使用機型
- 波音767-281
- 波音767-381
- 波音767-33AER
- 波音737-400
- 波音737-500

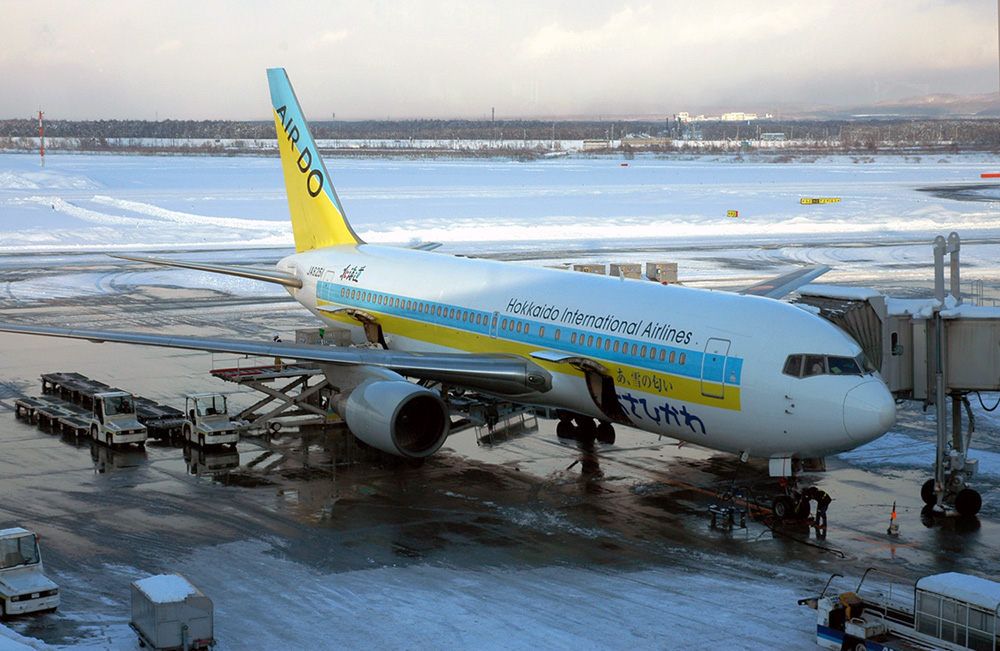
AIRDO波音767-200客機。2004年時攝於新千歲機場停機坪。
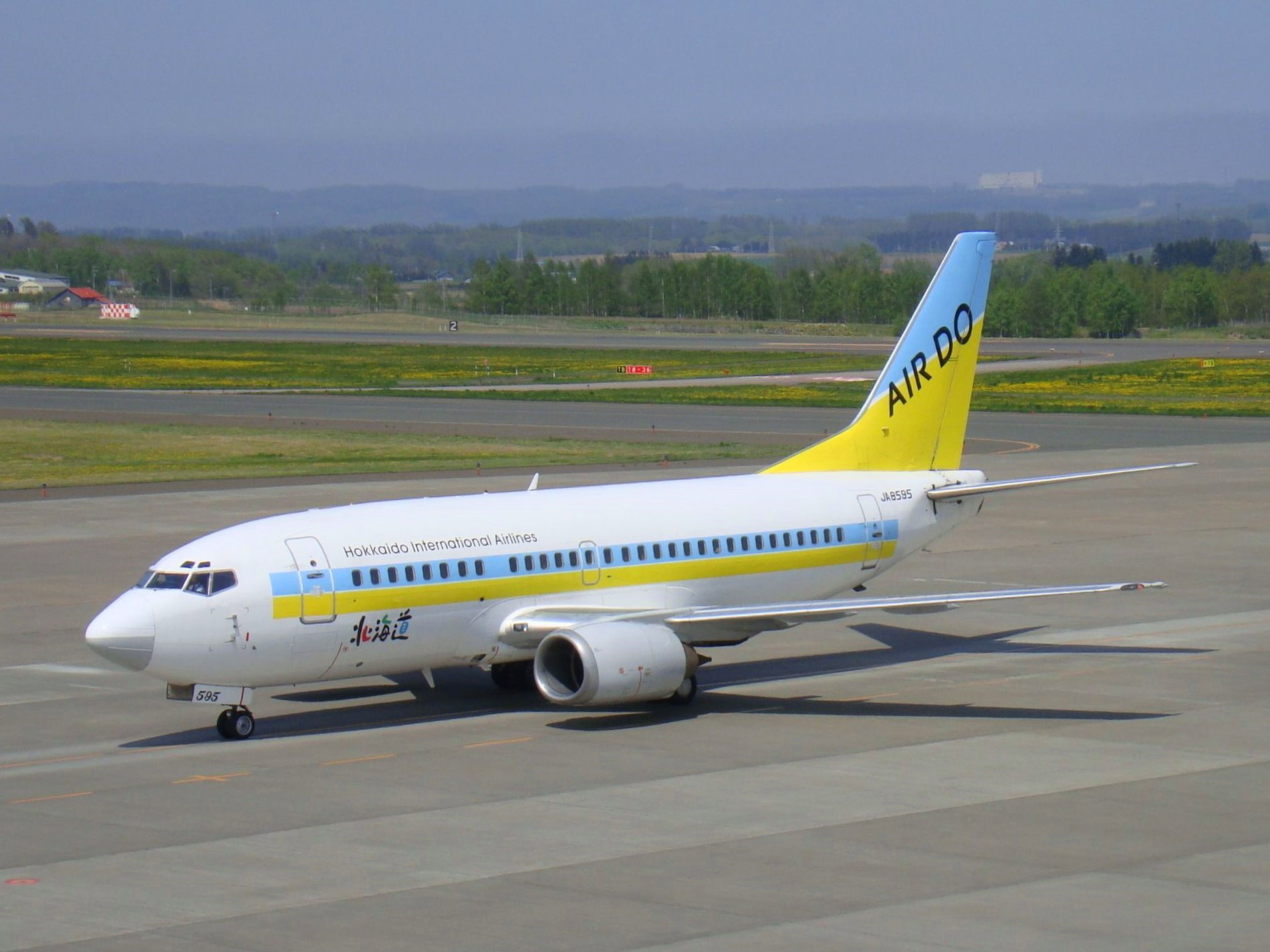
AIRDO波音737-500客機

## 外部連結
- AIRDO（页面存档备份，存于）（日語）（英文）